# Museu de Kon-Tiki
O Kon-Tiki Museet ou Museu do Kon-Tiki é um museu situado na ilha de Bygdøy, em Oslo, na Noruega. Alberga diversos barcos e artefactos das expedições de Thor Heyerdahl.
O museu foi inicialmente construído para albergar o barco da Expedição Kon-tiki, uma réplica de barcos pré-colombianos, que Heyerdahl utilizou para velejar e navegar à deriva com as correntes marítimas, desde o Peru até à Polinésia, em 1947.
Outro dos barcos presentes no museu é o Ra II, construído com as técnicas que Heyerdahl pensou poderem ter sido utilizadas no antigo Egipto. Heyerdahl usou o Ra II para navegar desde o norte de África até ao Caribe. Uma tentativa anterior com o Ra I fracassou, tendo o barco sido perdido durante a expedição e a tripulação evacuada.
O museu alberga ainda uma colecção de artefactos que Heyerdahl obteve durante as suas expedições arqueológicas na Ilha da Páscoa, incluindo uma cópia das suas conhecidas estátuas gigantes de pedra.
Uma das peças mais recentes presentes no museu é uma cópia de um relevo do mítico homem pássaro, que a equipa de Heyerdahl encontrou numa escavação em Tucume, no norte do Peru. As semelhanças entre este homem pássaro e as representações do homem pássaro encontradas na Ilha da Páscoa constituem um dos mais fortes indícios do contacto entre a América do Sul e a Ilha da Páscoa, antes da chegada dos europeus.
O museu possui ainda outros exemplos de utilização de barcos tradicionais em várias partes do mundo, assim como outros materiais que Heyerdahl pensavam apoiarem a sua teoria das grandes viagens do homem na pré-história.